# Argyrogramma admonens
Argyrogramma admonens är en fjärilsart som beskrevs av Walker 1857. Argyrogramma admonens ingår i släktet Argyrogramma och familjen nattflyn. Inga underarter finns listade i Catalogue of Life.